# Білорусознавство
Білорусозна́вство (білоруси́стика, альбарутеніка; біл. Беларусазнаўства, Biełarusaznaŭstva) — гуманітарна наука, що досліджує своєрідність і спільність білорусів, їх національні рухи, взаємини з сусідами та ролю в системі міжнародного співтовариства народів в минулому й сьогоденні. Визначається комплексним, міждисциплінарним підходом до проблем дослідження. Здійснює самопізнання білоруської нації з метою вироблення та вдосконалення національної теорії, визначення національного шляху (об'єднувальної ідеї), захисту національних форм буття, в яких виявляються закономірності загальнолюдського прогресу. Латинізованою формою визначення «білорусознавства» є маловживане слово «альбарутеніка».
У межах наукової течії існує освітнє білорусознавство, яке поширює серед населення знання мови, літератури, історії, етнографії, географії, економіки, фольклористики, мистецтвознавства та ін.. Поєднання наукової та освітньої діяльності пояснюється тісним зв'язком теорії та практики національного будівництва. Підо впливом самих різних обставин нації є певним варіантом консолідації, не застиглою структурою. Успішний розвій нації неможливий без постійних цілеспрямованих зусиль щодо її духовного уздоровлення, тому національна теорія тільки у зв'язку з національною пропагандою надають етносові життєздатність й згуртованість.
Національна науково-просвітницька праця зазвичай організовується на державному рівні з використанням новітніх досягнень в галузі науки і техніки (видавництва, друкарні, радіостанції, кіно- і телестудії) і за допомогою бібліотек, архівів, музеїв. У рамках білорусознавства ведеться облік і збір наукової та художньої літератури, який складає окремий розділ під назвою білорусистики, або біларосіка, альбаросіка, альбарутеніка. Іноді під білорусистикою розуміють сукупність різних культурних надбань білоруської нації (білорусистика в мистецтві, музиці та ін.).
А білорусистами називають вчених, котрі займаються дослідженням Білорусі.
| Прапор Білорусі | Це незавершена стаття про Білорусь. Ви можете допомогти проєкту, виправивши або дописавши її. |